# Sint-Jozefcollege Turnhout

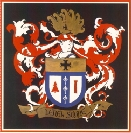
Wapen van het SJT

Het Sint-Jozefcollege Turnhout (SJT) is een van de zeven Vlaamse jezuïetencolleges. Het werd opgericht in 1845 uit de Latijnse school van Pieter De Nef in Turnhout. Het secundair onderwijs en internaat van het Sint-Jozefcollege bevindt zich aan de Koningin Astridlaan 33, Turnhout.

## Geschiedenis

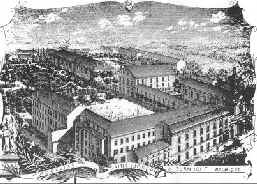
Het oude Sint-Jozefcollege

De Latijnse school in Turnhout werd opgericht in het begin van de 17de eeuw. De school was alleen voor jongens. Het vroegste bewaarde geschrift over het college dateert uit 1639 en is geschreven door het Turnhoutse schepencollege naar aanleiding van de aanwezigheid van Nederlandse studenten na het Beleg van Breda tijdens de Tachtigjarige Oorlog. Uit een palmares van de school uit 1791 (vide infra) blijkt dat de aanwezigheid van Noord-Brabanders nog heeft geduurd tot de inname van Turnhout door de Fransen in 1796.
Inschrijving kon alleen gebeuren als de inschrijver gedoopt was. 
In 1845 verzoekt Maria De Nef de jezuïeten om de school van haar vader over te nemen. De generaal te Rome geeft hiervoor zijn toestemming en het H. Grafklooster in het centrum van Turnhout wordt ter beschikking van de jezuïeten gesteld en het Collegium Sancti Josephi Turnholtanum wordt hier in ondergebracht.
Tijdens de volgende 90 jaar groeit het college sterk, waardoor in 1935 een nieuw college wordt gebouwd op een domein van 22 hectare aan de rand van de stad. In 1941 wordt naast dit nieuwe gebouw een apostolische school opgericht. Deze wordt in 1958 vervangen door een tweede afdeling lager onderwijs.
Oorspronkelijk had het college enkel een Grieks-Latijnse afdeling. In 1959 werd op initiatief van rector H. Crombé de richting Latijn-Wetenschappen ingevoerd. In de loop van de jaren groeide het aantal afdelingen tot het volledige gamma ASO.
De school werd gemengd in 1985, als eerste van de Vlaamse jezuïetencolleges.  Kort na de menging van de school volgde ook het internaat.

## Structuur

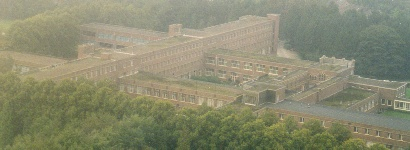
Het college met een deel van het park

Tot 1988 werd het Sint-Jozefcollege volledig bestuurd door jezuïeten. Op 1 januari van dat jaar neemt een nieuw opgerichte inrichtende macht het bestuur van het college over. Op dat moment telt het SJT twee afdelingen kleuteronderwijs, twee afdelingen lager onderwijs en een afdeling algemeen secundair onderwijs met internaat. Leken nemen deel aan het bestuur en het aantal paters vermindert tot 2009, wanneer de laatste jezuïeten van Turnhout naar Heverlee verhuizen. Desondanks blijft de school trouw aan haar Ignatiaans opvoedingsproject.

## Trivia
- In 2005 besteedde het VRT-programma Koppen een uitzending aan het internaat van het Sint-Jozefcollege. De reportage was getiteld: 'Het strengste internaat van Vlaanderen'.
- In 2015 besteedde het Canvas-programma Radio Gaga een uitzending aan het internaat van het Sint-Jozefcollege.[2]
- In 2015 verscheen naar aanleiding van voorgaande in het weekblad Humo een interview met internaatdirecteur Philip Brinckman.[3]

## Bekende alumni

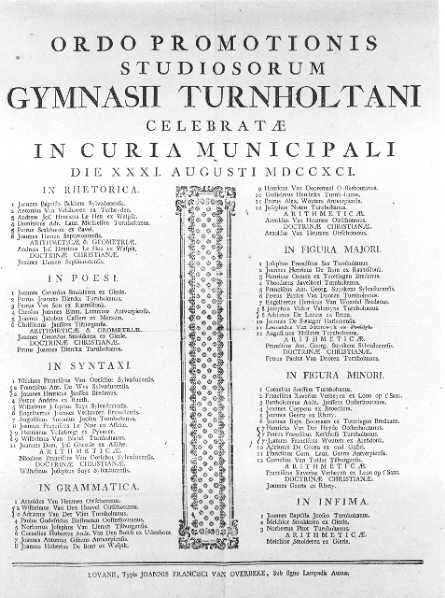
Ordo Promotionis (1791)

- Lodewijk Brouwers, s.j., doctor in de letteren en wijsbegeerte en hoogleraar
- Ludo Busschots, acteur en regisseur
- Arnold Damen, missionaris in de V.S. (19e eeuw)
- Jos Geysels, gewezen politicus van Groen en minister van staat
- Paul Heymans, minister en hoogleraar
- Paul Janssen, farmacoloog[4]
- Dirk Lauwaert, kunstcriticus en schrijver
- Paul Neefs, architect
- Jules Noten, bedrijfsleider
- Jan Peers, arts, gewezen hoogleraar en directeur van het UZ Leuven
- Edward Schillebeeckx, O.P., theoloog en hoogleraar
- Jules Taeymans, provinciaal architect
- Luc Van Looy, Bisschop van Gent
- Toon Van Overstraeten, politicus van de N-VA en gewezen senator
- Christian Van Thillo, persmagnaat
- Guido Versmissen, kleinkunstzanger